# HZ Lupi
HZ Lupi (HZ Lup / HD 133652 / HR 5610) es una estrella variable de magnitud aparente media +5,97.
Está situada al norte de la constelación de Lupus —el lobo—, 2,5º al oeste de 2 Lupi. 
De acuerdo a la segunda reducción de los datos de paralaje del satélite Hipparcos, se encuentra a 396 años luz de distancia del sistema solar.
HZ Lupi tiene tipo espectral A0sp y una temperatura efectiva de 12.970 K.
Brilla con una luminosidad 85 veces mayor que la luminosidad solar y posee una masa de 3,1 masas solares.
Muy joven, tiene una edad de apenas 2,4 millones de años, y está comenzando su vida como estrella de la secuencia principal.
HZ Lupi es una estrella químicamente peculiar —en concreto una estrella Ap con líneas de absorción fuertes de silicio— con un intenso campo magnético efectivo <Be> de 916 G.
De brillo variable, está catalogada como variable Alfa2 Canum Venaticorum.
Estas variables —entre las que cabe citar a Cor Caroli (α2 Canum Venaticorum) o a la brillante Alioth (ε Ursae Majoris)— muestran una variación de brillo igual o inferior a 0,1 magnitudes; la variación de brillo de HZ Lupi es de 0,07 magnitudes y su período de 2,304 días.